# 베를린 포츠담역
베를린 포츠담역(독일어: Berlin Potsdamer Bahnhof)은 독일 베를린에 최초로 개업한 철도역이었다. 1838년에 프로이센 왕국의 최초 철도 노선의 일부로 개업했다. 역의 위치는 베를린의 도심인 포츠담 광장 근처였다. 1869년부터 1872년까지 전면적으로 개축되었고, 1891년에는 역사 양쪽으로 포츠담 순환선역(Potsdamer Ringbahnhof)와 반제선역(Wannseebahnhof)이라는 두 부속 역사가 추가되었다. 1939년에는 인근에 위치한 남북 S반 터널 내 지하역인 베를린 포츠다머 플라츠역이 개통되면서 근교 교통이 대부분 옮겨갔다. 약 100년간 장거리 및 근교 교통을 담당하다가, 제2차 세계 대전 당시 베를린 폭격으로 인한 피해로 1945년 2월부터 영업을 중단했다. 종전 이후 순환선역의 일부는 1946년까지 임시로 근교 교통에 사용되었고, 여객역 근처에 있었던 화물역은 베를린 분단기에도 당분간 운영되었다. 현재는 모든 철도 시설과 건축물들이 철거되었고, 옛 역사 부지에는 대부분 녹지가 조성되어 있으며, 일부는 주거 단지로 개발되었다.

## 위치
포츠담역은 건설 당시 베를린 도시 경계를 이루었던 베를린 관세벽(Berliner Zollmauer)의 남서쪽 경계선에 세워졌다. 역사 대합실은 포츠담 광장 근처 슈트레제만슈트라세(Stresemannstraße, 1930년까지는 쾨니히그레처 슈트라세; Königgrätzer Straße) 남쪽에 위치했다. 여객역의 철도 시설은 여기서부터 남쪽으로 링크슈트라세(Linkstraße)와 쾨테너 슈트라세(Köthener Straße)를 지나서 란트베어 운하까지 펼쳐져 있었다.
역사 시설은 1938년부터 1972년까지 미테구에 속해 있었으나, 미테구의 다른 지역과는 포츠담 광장과의 좁은 지대로만 연결되어 있었다. 역 서쪽으로는 티어가르텐구(현재 미테구의 일부), 동쪽으로는 크로이츠베르크구(현재 프리드리히스하인크로이츠베르크구의 일부)에 접해 있었다. 베를린 분단 당시 역 부지의 경계선을 따라서 서베를린과 동베를린의 경계가 형성되었다. 1972년 영토 교환을 통해서 과거 여객역 부지는 서베를린의 티어가르텐구로 편입되었다. 2000년대 초반에는 여객역 동쪽 부지가 개발되었다.
화물역은 여객역 남쪽에 있었으며, 란트베어 운하 남쪽 크로이츠베르크에 위치했다. 포츠담 화물역 동쪽에는 베를린 안할트역의 화물역이 인접해 있었다.
1891년에 개업한 반제선역과 포츠담 순환선역은 주 역사의 각각 서쪽과 동쪽에 위치해 있었다.

## 역사

### 최초의 포츠담역

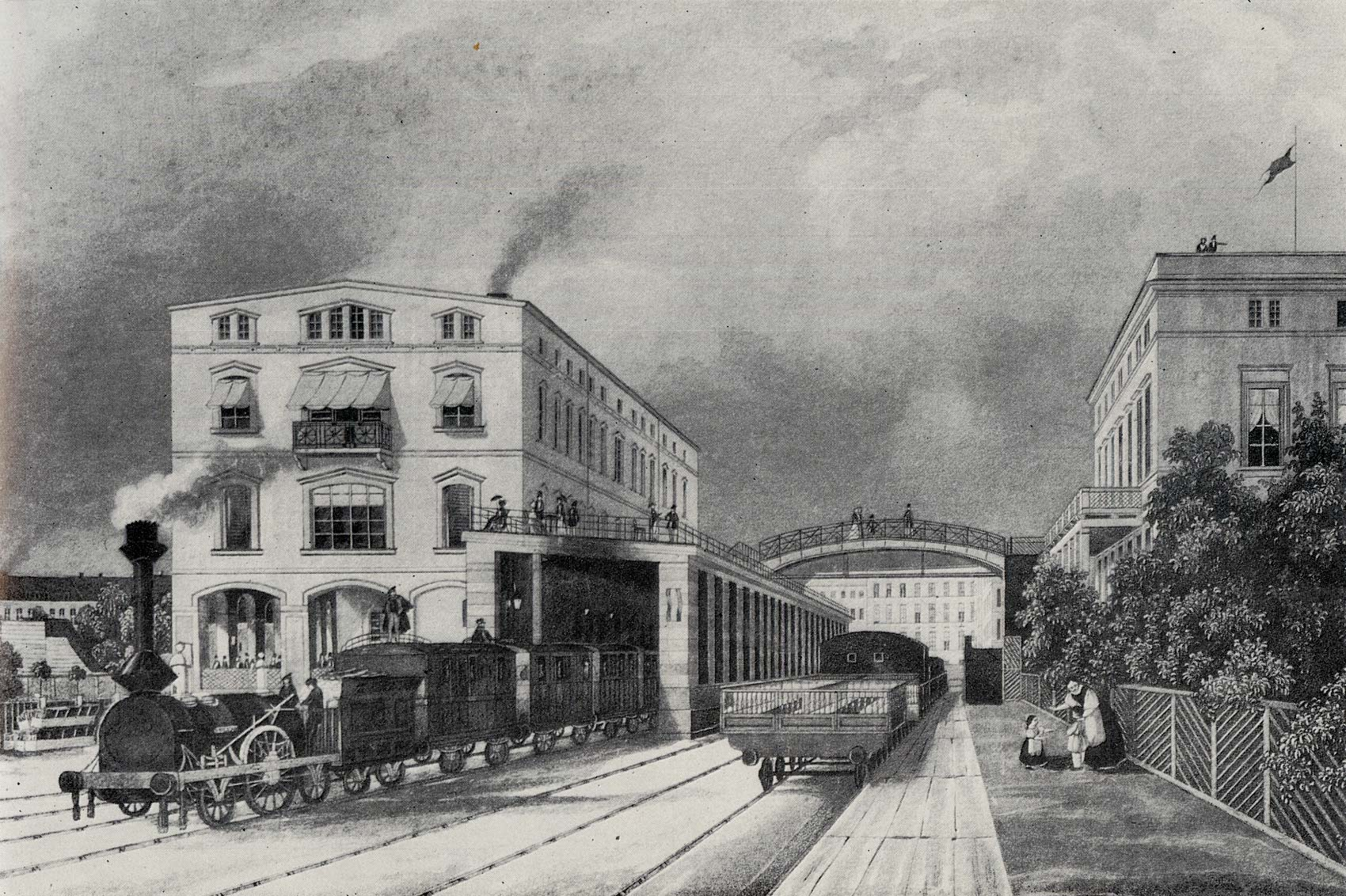
최초의 포츠담역과 그 선로. 사진 왼쪽은 대합실 건물이다.

1838년 9월 22일 베를린-포츠담 철도(Berlin-Potsdamer Eisenbahn)의 첼렌도르프-포츠담 구간이 개통된 후, 그 해 10월 29일에 베를린-첼렌도르프 구간이 개통했다. 포츠담역은 이 철도의 베를린 측 종착역으로 개통했다. 원래 종착역은 샤프그라벤(Schafgraben) 인근에 세워질 예정이었으나 더 도심에 가까운 위치로 변경되었다. 철도 건설 당시 앞으로의 선박 통행에 지장이 없어야 한다는 합의가 있었기 때문에, 샤프그라벤을 란트베어 운하로 확장하면서 선회교를 설치하는 비용을 철도 회사에서 부담했다.
1850년에는 당시 베를린의 철도 종착역을 연결했던 화물 노선인 베를린 연결선과의 단선 연결선이 개통했다. 이 노선은 현재의 베를린 순환선의 모체가 되었다.
역 시설은 최초에는 단순하게 지어졌으나 1868년까지 단계적으로 확장되었다. 개통 초기에는 주로 여객 운송에 사용되었으나, 1846년에 복선화된 후에는 화물 운송의 비중이 커졌다. 이미 1854년에는 화물 운송 수입이 여객 운송 수입을 넘어섰고, 이에 따라 공간 수요도 증가했다. 1854년까지는 모든 여객 및 화물 운송이 란트베어 운하 북쪽의 부지에서 처리되었고, 그 해에는 운하 남쪽의 화물 조차장으로 화물 기능이 이전했했다.

### 1872년 개축
하지만 1860년대 말까지 증축된 역사는 충분하지 않았기 때문에, 철도 시설을 근본적으로 재구성하고 역에 완전히 새로운 역사 건물을 짓기로 결정되었다. 포츠담역과 안할트역의 확장은 동시에 진행되었으며, 도시 구조에 끼치는 영향 때문에 격렬한 논쟁의 대상이 되었다. 특히 여러 도로 구간이 철도 시설로 인해 단절될 것이라는 전망이 나오면서 논란이 커졌다. 단절될 가능성이 있는 도로 중에는 야메스 호브레히트(James Hobrecht)와 페터 요제프 레네(Peter Joseph Lenné)가 설계한 샤를로텐부르크와 크로이츠베르크를 직선으로 연결하는 대로인 게네랄스추크(Generalszug)도 있었다. 단절되는 도로를 대체하기 위해서 철도 부지 남쪽으로 도로가 건설되었고, 이후 이 도로 위로 요르크 철교(Yorckbrücken)가 건설되었다. 1879년부터 1885년까지 지상에 있었던 선로를 일부 고가화하고 도로와 입체 교차하도록 변경하면서 최종적인 형태가 갖춰졌다.

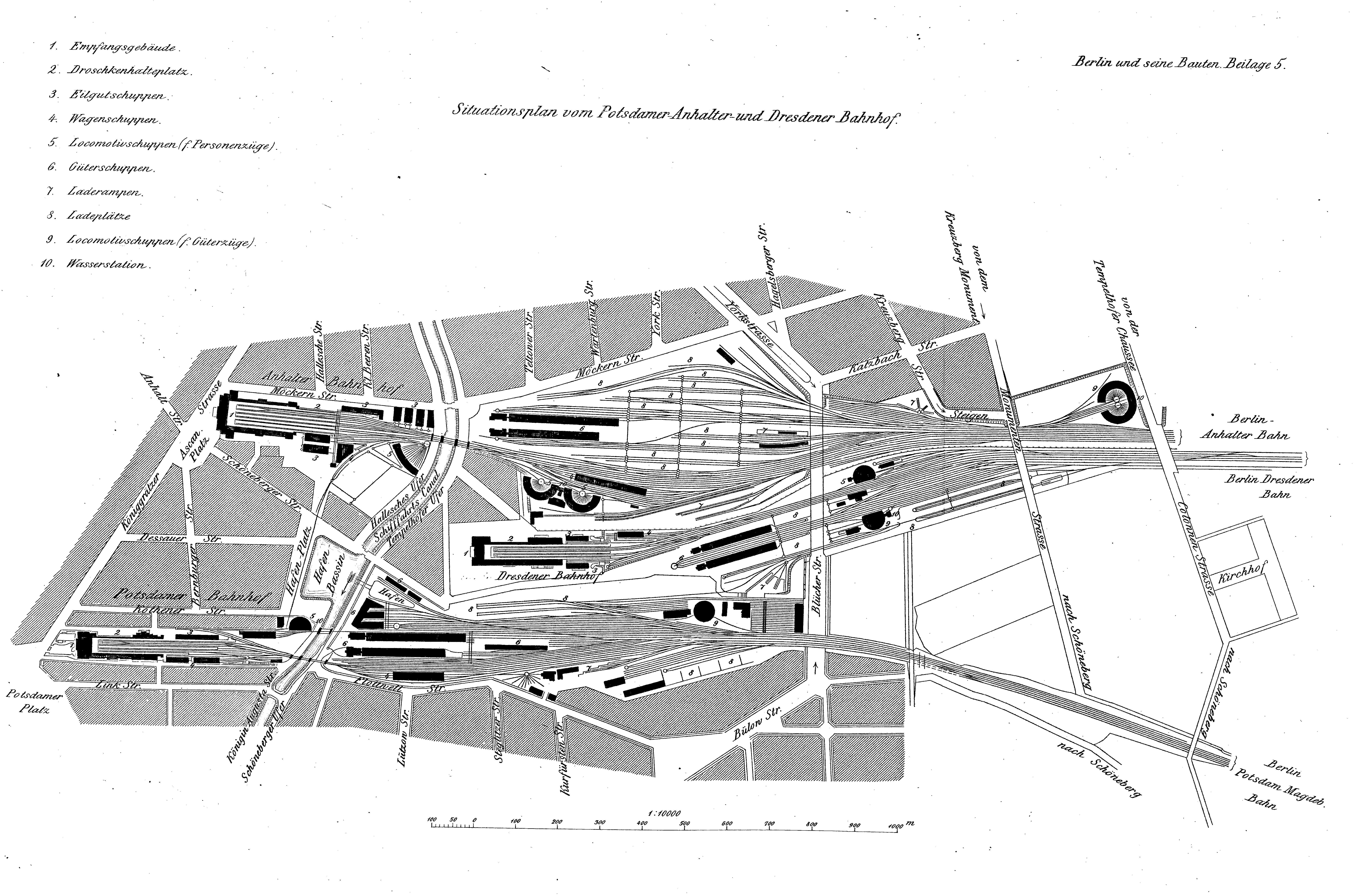
1870년대 포츠담역, 안할트역, 드레스덴역의 전체적인 시설 배치도. 드레스덴역은 실제로는 건설되지 않았고, 포츠담역의 측면 역사는 아직 건설되지 않았다.

새 역사가 건설되는 기간이었던 1869년부터 1872년까지는 여객과 고속 화물 운송을 임시로 란트베어 운하 남쪽에서 취급했다. 1870년에는 베를린 연결선이 폐지되었고, 그 대안으로 반제선 쇠네베르크역 인근에 임시 종착역을 설치하여 포츠담역과 신규 베를린 순환선 열차를 취급했다. 1872년 8월 30일 역사 완공식에는 빌헬름 1세가 참가했지만, 완공식 이후에도 공사가 계속 진행되었다. 실질적으로 영업을 시작한 날짜는 그 해 11월 1일이다. 1880년 이후에 화물역은 계속 확장되었고, 20개의 선로를 갖춘 새로운 기관차고가 설치되었다. 쇠네베르크 임시 종착역은 1881년에 폐지되었고, 현재의 율리우스레버브뤼케역 근처에 설치된 남부 순환선 연결선(Südringspitzkehre)의 중간역으로 변경되었다. 1882년부터는 연결선을 통해서 베를린 순환선에서 포츠담역으로 진입할 수 있게 되었다.

### 측면 역사
증가하는 교통량을 처리하기 위해 종착역의 양쪽에 근교 열차용 측면역(Seitenbahnhöfe)이 설치되었다. 1891년 4월 1일에는 역 동쪽에 베를린 순환선 열차를 위한 포츠담 순환선역(Potsdamer Ringbahnhof)이 개업했고, 같은 해 10월 1일에는 반제선 열차를 위한 반제선역(Wannseebahnhof)이 개업했다. 그와 함께 신 반제선이 개통했다. 1901년에는 포츠담 순환선역에서 출발하는 안할트 근교선이 개통했으며, 기능에 따라서 순환선 및 근교선역(Ring- und Vorortbahnhof)이라고도 불렸다. 이 노선을 위해 기존의 2선 규모였던 순환선역은 추가로 2선 규모의 승강장이 더 설치되었다.
1903년 7월 15일부터 안할트 근교선의 포츠담역-그로스 리히터펠데 구간에서는 증기 기관차 운행이 완전히 중단되고 UEG의 전동차로 대체되었다. 전동차 시험 운행에서 좋은 성과를 거두어 정규 운행이 정착되었다. 같은 해 반제선 쪽에는 은행가 열차(Bankierzug)라는 고속 근교형 열차가 도입되어 포츠담 장거리역(Potsdamer Fernbahnhof)부터 첼렌도르프역까지의 장거리선을 따라서 운행했다. 1929년 4월 18일에는 남부 순환선 연결선이 전철화되었고, 안할트 근교선도 베를린 S반의 신규 전철 규격으로 승압되었다. 반제선의 전철 운행은 1933년 5월 15일부터 시작되었고, 장거리선을 따라 운행했던 은행가 열차를 위해서 포츠담 장거리선의 선로 중 2선도 제3궤조로 전철화되었다.
1938년 행정 구역 개편 당시 크로이츠베르크구에 있었던 여객역 부지를 미테구에 편입했다.
1939년에 베를린 남북 S반선이 완공되면서 베를린 도심을 통과하는 S반 직결 노선이 개통되었다. 완공 이후 대부분의 S반 열차는 이 터널을 통해 운행되었으며, 포츠담역 대신 새로운 터널역인 포츠다머 플라츠역에 정차하게 되었다. 반제선역은 여객 운송에 더 이상 필요하지 않게 되어 1939년 10월 8일에 폐쇄되었다. 이어서 11월 6일부터는 안할트선과 드레스덴선의 근교 열차 운행도 터널로 이전되었다. 포츠담 순환선역은 순환선 열차를 위해 계속 운영되었다.

### 제2차 세계 대전과 그 영향
제2차 세계 대전 중 연합군의 공습으로 포츠담역은 심각한 피해를 입었다. 1944년 7월 3일부터는 남부 순환선 연결선 운행이 중단되었고, 1945년 2월에는 포츠담역의 여객 운송이 전면 중단되었다. 전쟁 말기에 남북 터널이 침수되면서 1945년 8월 6일부터 몇 달 동안 포츠담 순환선역을 기점으로 반제선 열차 운행이 재개되었지만, 1946년 7월 27일을 끝으로 여객 운송은 완전히 종료되었다. 베를린 분단기에 여객 수요가 감소하면서 역 시설 복구는 진행되지 않았고, 화물역만이 계속 운영되었다. 여객역 대합실 건물의 폐허는 1958년에 철거되었다.

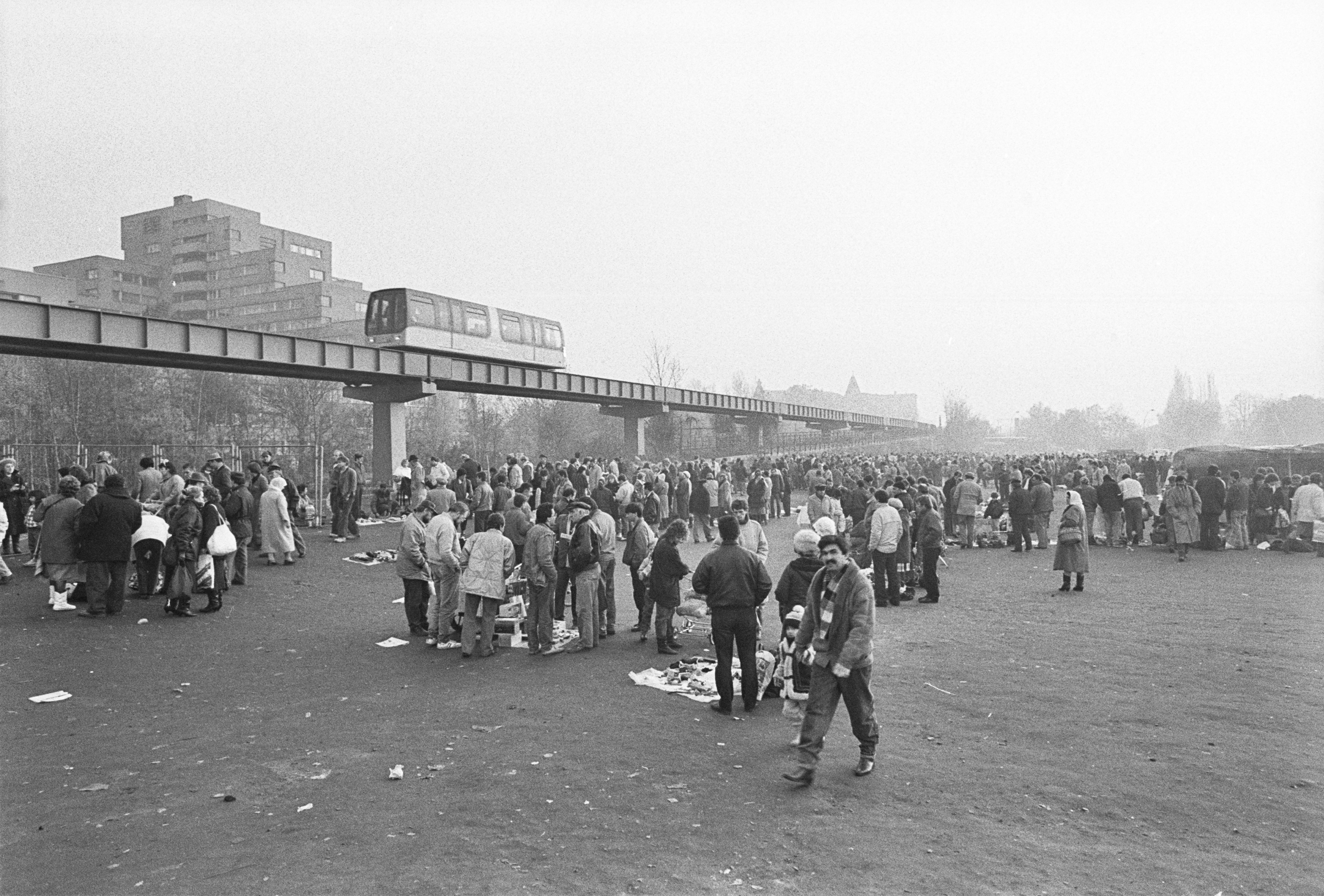
서베를린 M반 시험선 및 옛 포츠담역 부지에 있었던 폴란드 시장(Polenmarkt), 1989년

베를린 장벽 건설 당시 포츠담 여객역 부지는 동베를린에 속해 있었지만 장벽 내부에 포함되지 않았고, 동베를린 측에서도 관리하지 않아서 장벽 서쪽의 무주지로 남아 있었다. 1972년 6월 영토 교환을 통해서 여객역 부지와 지하철 포츠다머 플라츠역 남쪽의 지하 인상선이 서베를린에 편입되었으나, 철도 시설 자체의 관할은 여전히 독일국영철도에 있었고 1990년까지 개발되지 않은 상태로 남아 있었다. 1972년 이후 베른부르거 슈트라세(Bernburger Straße)를 연장하면서 포츠담역 부지를 관통하여 엔틀라스퉁스슈트라세(Entlastungsstraße)까지 연결되는 도로가 건설되었다.
1980년 11월 1일에 포츠담 화물역의 화물 취급이 중단되었고 역이 완전히 폐지되었다. 화물역 부지는 소규모 기업체들이 사용하는 공간으로 바뀌었다. 1980년대 후반부터는 과거 여객역 부지에 폴란드 시장(Polenmarkt)으로 알려진 암시장이 형성되었고, 초대 템포드롬 역시 나대지에 설치된 천막형 공연장으로 시작했다. 독일의 재통일 이후 1990년대에는 포츠담 광장 재개발을 진행하면서 건설 화물을 취급하기 위해서 포츠담 화물역의 운행이 임시로 재개되었다. 건설에 필요한 콘크리트 공장을 설치하기 위해서 과거 역사의 기관차고가 철거되었다.
포츠담 광장 일대를 재개발하면서 옛 여객역 부지의 동쪽 부분에는 주거용 건물이 지어졌고, 서쪽 부분에는 틸라 뒤리외 공원이 조성되었다. 통합된 베를린의 철도망을 재설계하는 과정에서 제안된 버섯 개념의 일환으로, 2006년에는 베를린 도심을 지하로 가로지르는 새로운 베를린 남북 장거리선이 개통했다. 남북 장거리선의 남쪽 터널 출구는 이전 포츠담 화물역 부지에 건설되었다.
2013년 5월에는 과거 포츠담 화물역 부지에 파르크 암 글라이스드라이에크(Park am Gleisdreieck) 원의 일부로 베스트파르크(Westpark)가 개장했다.

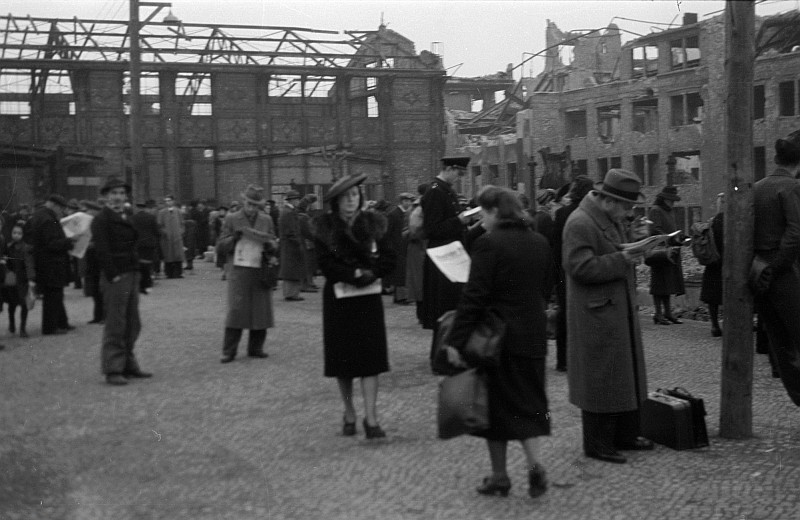
전쟁 이후 1945년/1946년에는 과거 순환선역이 임시로 다시 사용되었다. 배경으로는 파괴된 역사 건물이 보인다.
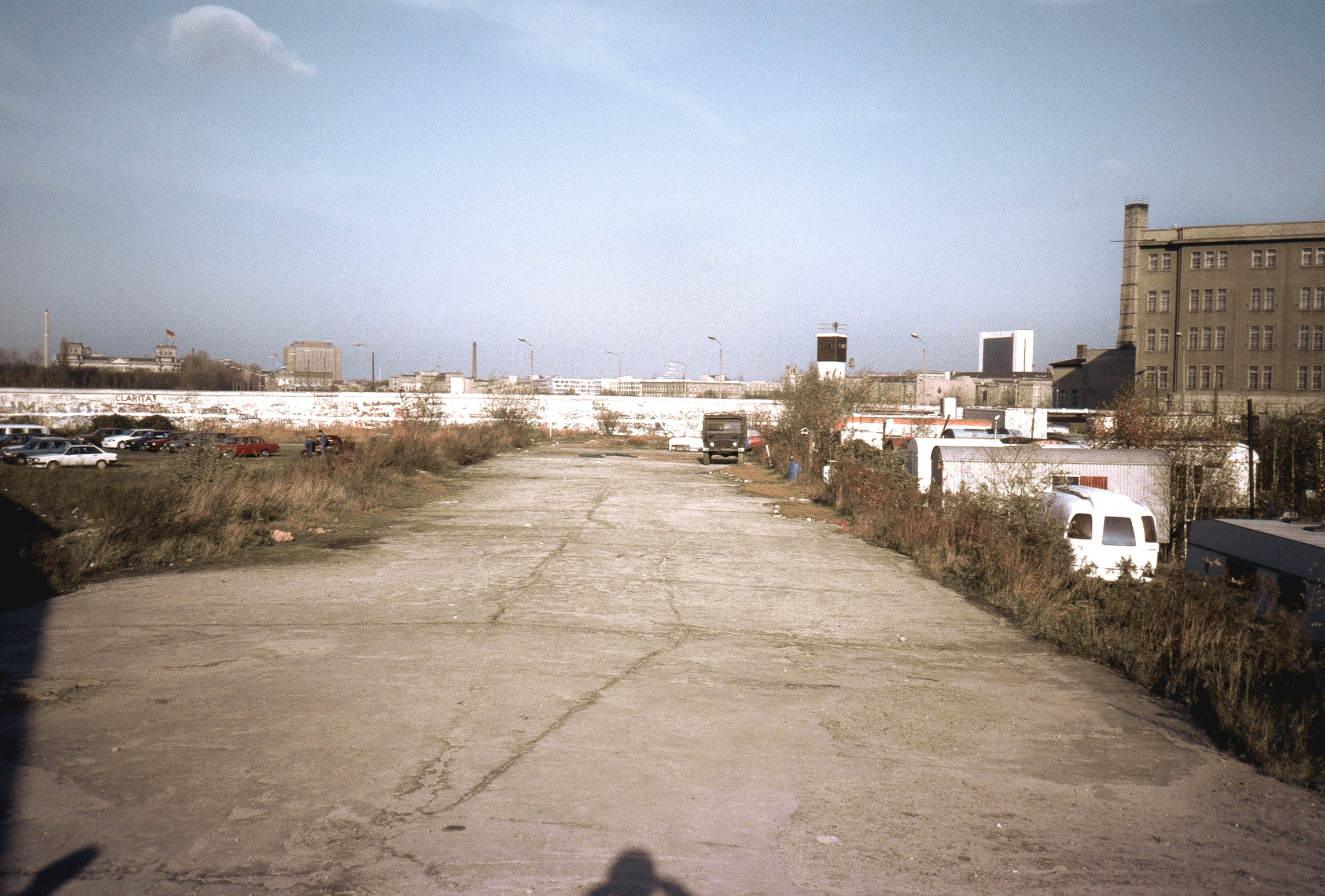
라이프치히 광장 방향을 바라본 과거 포츠담 순환선역 부지, 1986년.
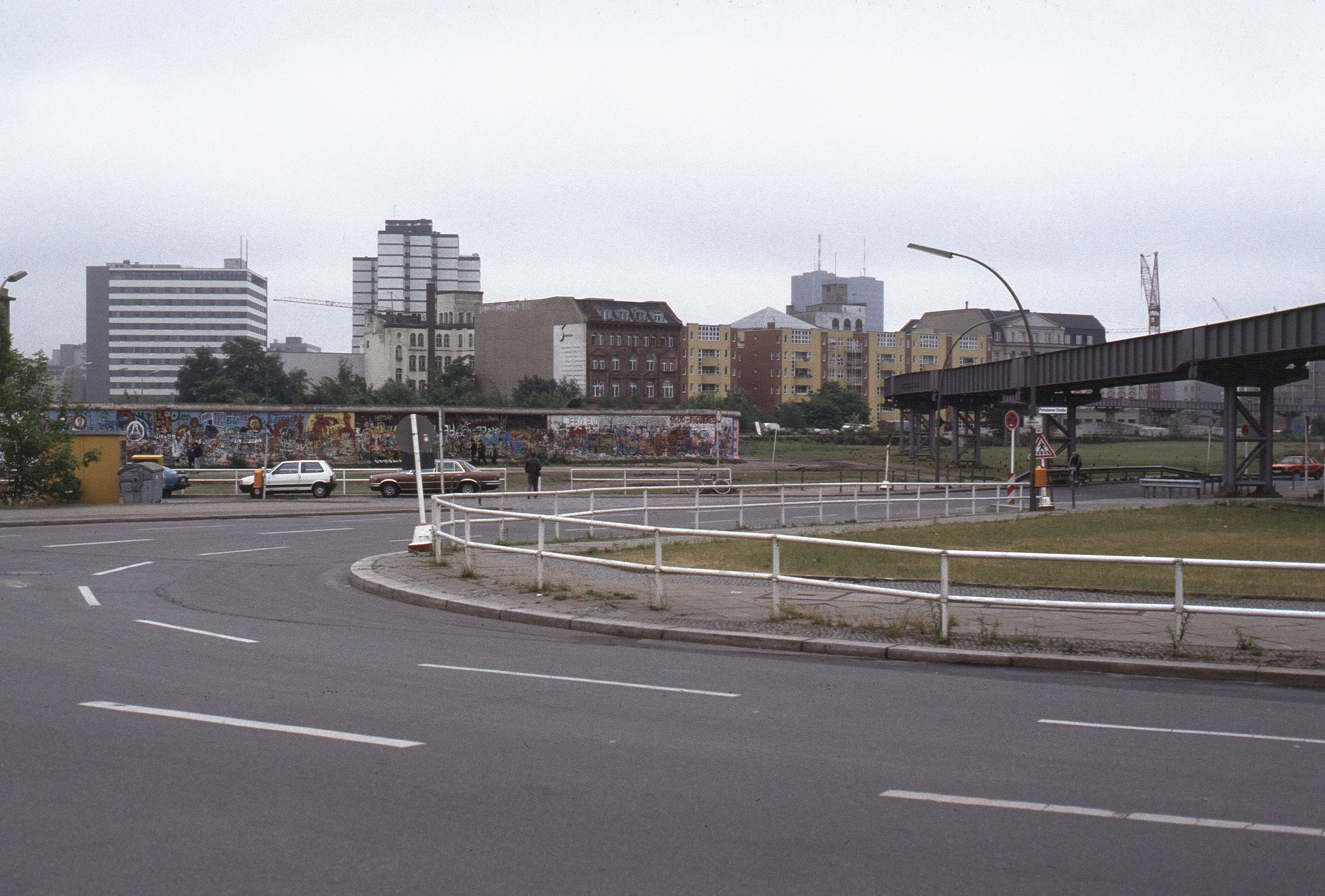
과거 역사 부지 위를 지나는 M반 선로, 1988년.

### 여객 철도
포츠담역은 주로 서쪽으로 출발하는 열차가 사용했다. 1870년대 초에 베를린-레어테선이 개통하면서 하노버와 그 너머 서쪽으로 가는 일부 열차가 해당 노선으로 이관되었다. 이후 베를린 도심선과 베를린-블랑켄하임선이 완공되면서 도심선 경유 마그데부르크 방면 열차가 편성되었지만, 대부분 장거리 열차는 여전히 포츠담역 착발로 운행했다. 그 중에는 1892년에 도입된 독일 최초의 D 열차인 D 31/32 열차(쾰른-베를린)도 있었다.
장거리 열차가 빠지면서 대부분 근교 열차가 이용했다. 1891년 이후 대부분 근교 열차는 두 측면 역사에서 취급했다. 남아 있는 장거리역에서는 포츠담과 베르더 (하펠) 방면으로 운행하는 슈탐반의 증기 기관차 견인 근교선 열차가 계속 운행했고, 1903년에 도입된 은행가 열차 또한 이 장거리역을 이용했다. 1934년 가준 장거리역에서는 시기에 따라서 마그데부르크 경유 쾰른, 비스바덴, 프랑크푸르트 암 마인 방면 특급 열차가 일일 10~11편성 운행했다. 매 시간마다 베르더 (하펠) 방면으로 근교 열차가 운행했고, 출퇴근 시간에는 추가 열차가 편성되었다. 반제선을 이용하는 은행가 열차는 출퇴근 시간에 이 역을 사용했다.
반제선역에서는 S반 열차가 10분 간격으로 운행했고, 평일 출퇴근 5분 간격으로 증편 운행되었다.
순환선역에서는 순환선과 안할트 근교선을 따라 리히터펠데 오스트 방면 전동차가 운행했고, 두 노선 모두 대부분의 시간대에 10분 간격으로 운행되었다. 이와 함께 드레스덴선을 따라 랑스도르프, 초센, 뷘스도르프 방면으로 운행하는 근교 열차들도 있었다. 이 노선은 1939년까지 증기기관차로 운행되었고, 남북터널 완공 몇 달 전에서야 전동차 운행이 시작되었다.

## 시설

### 최초의 포츠담역

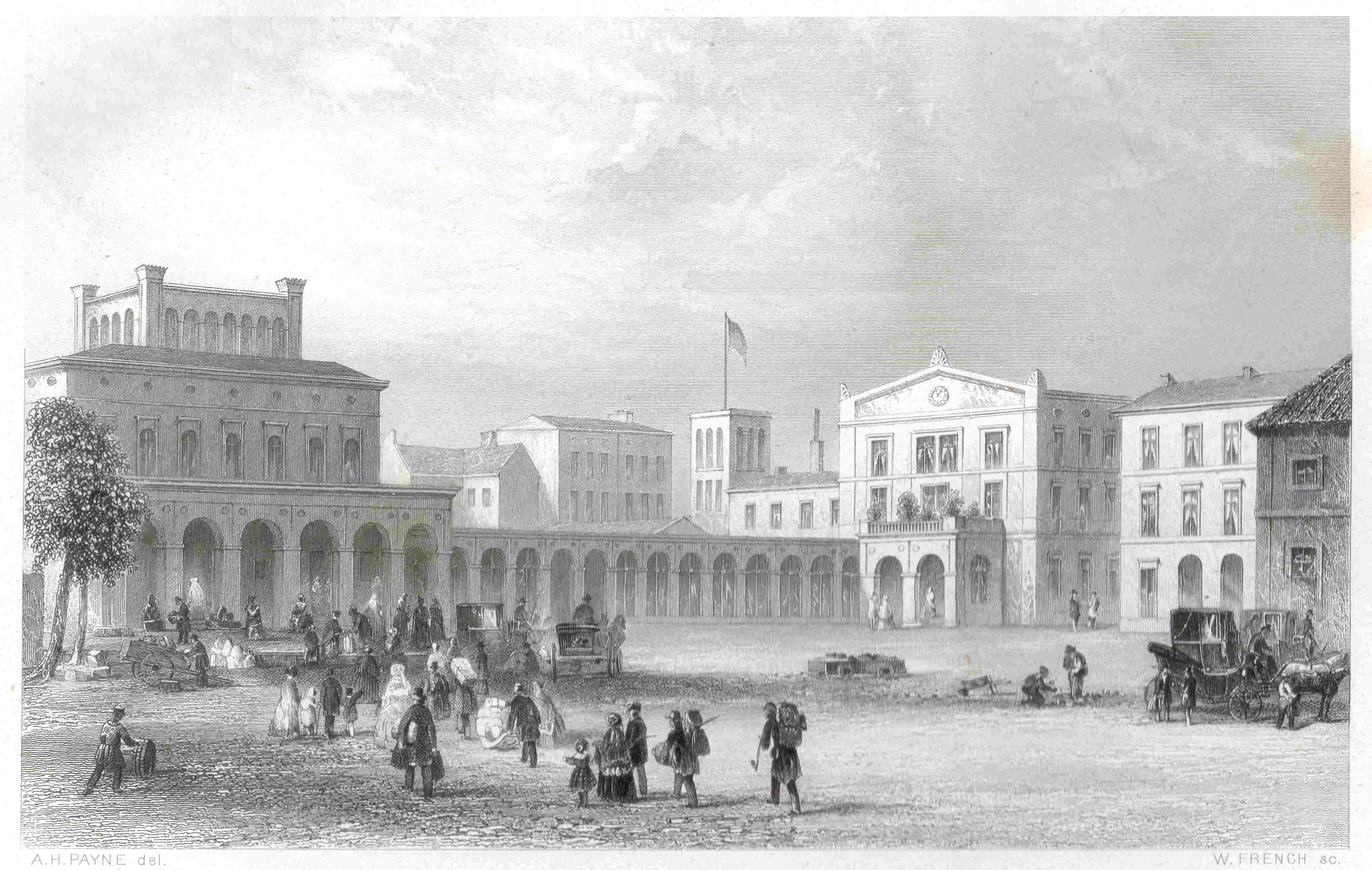
거리에서 바라본 최초의 포츠담역, 1850년대

최초의 포츠담역은 지상으로 건설된 본선 1선과 그에 부속된 단선 승강장이 있었다. 승강장 선로 옆에는 객차선이 있었고, 동쪽으로는 유치선 2선이 있었다. 선로 서쪽으로는 승객 대기실, 왕실을 위한 전용 공간이 있는 대합실 건물이 있었고, 지붕이 설치된 역 광장이 부속되어 있었다. 대합실 건물은 길이 51.5 m, 높이는 3층 규모였으며, 반원형 아케이드를 따라 세 면으로 회랑이 둘러져 있었다. 건물 앞쪽으로 별도의 단선 승강장이 설치되어 있었다. 승강장 위쪽으로는 역사 내 식당과 연결되어 있는 옥상 테라스가 있었다. 1846년부터 1848년까지 건물이 개축되었고, 기존 승강장을 철거하고 3배 더 긴 승강장을 새로 건설했다. 아케이드는 승객에게 비바람을 막아주는 역할을 했으며, 동시에 화물 처리 구역도 확장되어 1854년경에는 원래 역의 모습이 거의 남아 있지 않게 되었다.

### 개축 이후
개축 이후 1872년에 준공된 새로운 포츠담역에는 상대식 승강장 2면과 섬식 승강장 1면, 총 4선이 갖춰져 있었다. 이외에도 기관차 통과 및 열차 유치선으로 1선이 더 부속되어 있었다. 선로는 길이 172미터, 너비 36.6미터의 대형 역사 홀 안에 설치되었고, 이 홀은 세 면이 건물로 둘러싸여 있었으며 정면은 너비 67.5미터, 측면은 각각 205미터 길이였다. 벽돌로 된 역사 건물은 그레핀 벽돌(Greppiner Ziegel)로 마감되었다. 주 출입 건물은 좌우 대칭 구조였고, 여기에 더해 두 개의 측면 건물이 연결되어 있었다. 이 중 서쪽 측면 건물은 규모가 크고, 더 작은 동쪽 건물은 주로 황가를 위한 공간으로 사용되었다. 역 서쪽에는 승차권 창구 외에도 1등부터 4등까지 모든 등급의 대합실이 마련되어 있었다. 도로를 향한 정면 외벽은 반원형 아치 장식으로 꾸며졌으며, 중앙 돌출부(Mittelrisalit)가 설치되어 있었다. 포츠담 광장에서 역사 방면으로 계단식 입구가 연결되어 있었다. 승강장에는 박판 상자형 단면을 가진 철제 보로 구성된 지붕 구조가 있었으며, 거의 전체가 유리로 덮여 있었다. 이 설계는 슈미트(Schmidt) 수석 기술자의 작품이었다.
장거리역 서쪽과 동쪽에 측면 역사가 두 곳 세워졌으며, 현재의 슈트레제만슈트라세에서 더 떨어져 있었다. 반제선역은 1면 2선 섬식 승강장으로 건설되었고, 20세기 초에 확장된 순환선 및 근교선역은 각각 순환선과 근교선 열차를 위한 섬식 승강장을 하나씩 가지고 있었다. 두 측면 역사는 장거리 역사 아래를 가로지르는 터널로 연결되었다.
화물역 부지는 란트베어 운하 남쪽에 위치해 있었으며, 요르크슈트라세 바로 직전까지 이어졌다. 철도 노선에서 떨어져 있었기 때문에 외부역(Äußerer Bahnhof)으로 불렸으며, 여객역은 내부역(Innerer Bahnhof)으로 불렸다. 여객역과 화물역을 포함한 전체 철도 시설은 현재의 슈트레제만슈트라세에서 요르크슈트라세까지 약 2 km 거리에 펼쳐져 있었다. 화물 취급 시설로는 화물 적재선 2선과 그 서쪽에 위치한 화물 야적장 2곳이 있었으며, 쇠네베르거 우퍼(Schöneberger Ufer)에서 진입할 수 있었다. 화물 취급 시설 남쪽에는 조차장이 있었다. 전체 시설의 남동쪽에는 원형 기관차고(Ringlokschuppen)와 기타 정비 시설을 포함한 차량기지(Bahnbetriebswerk)가 자리하고 있었다. 화물역 부지 상부에는 고가교 위로 세 개의 고가철도 노선이 지나가는데, 오늘날의 지하철 노선 U1/U3은 같은 선로를 공유하며, U2 노선은 별도의 선로를 이용해 운행된다.

### 역 광장 묘지

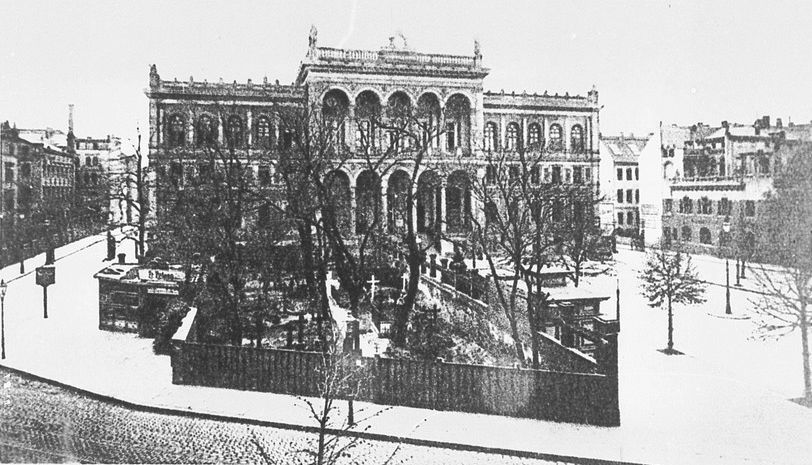
역 광장 앞에 있었던 삼위일체 교회의 묘지, 1890년대

1920년대 초까지 포츠담역 광장 앞에는 삼위일체 교회의 묘지가 자리잡고 있었다. 이 묘지는 1740년경에 조성되었으나, 포츠담 광장 일대가 분주한 도회지가 되면서 주변 환경과 어울리지 않는 것으로 간주되고 있었다. 포츠담역 건설 당시인 1837년에도 철도 회사에서는 회사 부담으로 묘지를 둘러싸는 8피트 높이의 장벽을 건설했다. 1870년~1872년에 건설된 왼쪽 파사드는 묘지에서 수 미터밖에 떨어져 있지 않았다. 1909년에는 더 이상 새로운 매장을 받지 않게 되었고, 몇 년 뒤에는 60만 마르크에 프로이센 왕립철도국에 매각되었다. 왕립철도국에서는 1914년에 역 광장 재조성을 위한 자유로운 제안을 받는 설계 공모전을 열었다. 그러나 제1차 세계 대전으로 인하여 1919년에야 공모전이 마무리되었고, 출품되었던 78개 작품 중에서 당선작은 선정되지 않았다. 1922년에는 묘지 담장과 묘지를 철거하고, 단순한 녹지 공간으로 재조성했다.

### 현재
역사의 상부 구조물은 더 이상 남아 있지 않다. 과거 여객역 부지의 동쪽 중 쾨테너 슈트라세에 인접한 곳에는 2000년부터 2002년까지 콜로나덴 공원(Park Kolonnaden)이 조성되었다. 서쪽으로는 새로 조성된 가브리엘레 테르기트 산책로(Gabriele-Tergit-Promenade)를 따라서 틸라 뒤리외 공원(Tilla-Durieux-Park)이 조성되었다. 란트베어 운하 남쪽의 화물역 부지와 그 주변 도로에는 글라이스드라이에크 공원(Park am Gleisdreieck)의 일부인 베스트파르크(Westpark)가 자리하고 있다. 화물역의 남동쪽 구간에는 베를린 남북 장거리선의 노선 일부가 지나가며, 2014년 말에는 U반 글라이스드라이에크역 인근에 남아 있던 남부 순환선 연결선의 고가교가 철거되었다.

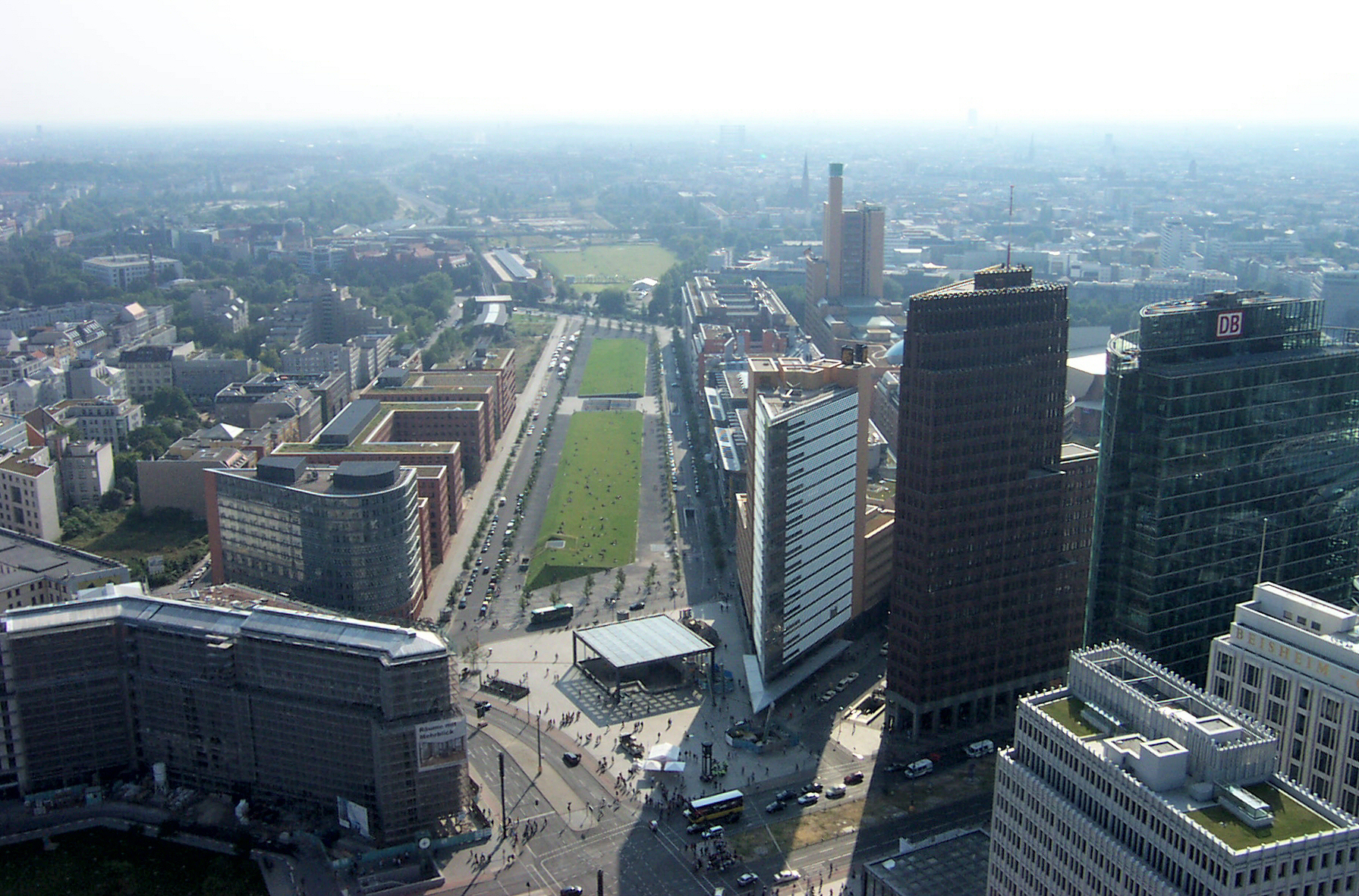
사진 가운데: 과거 여객역 부지에 조성된 녹지와 그에 인접한 주거 단지. 사진 배경: 화물역 부지에 조성된 녹지 공간
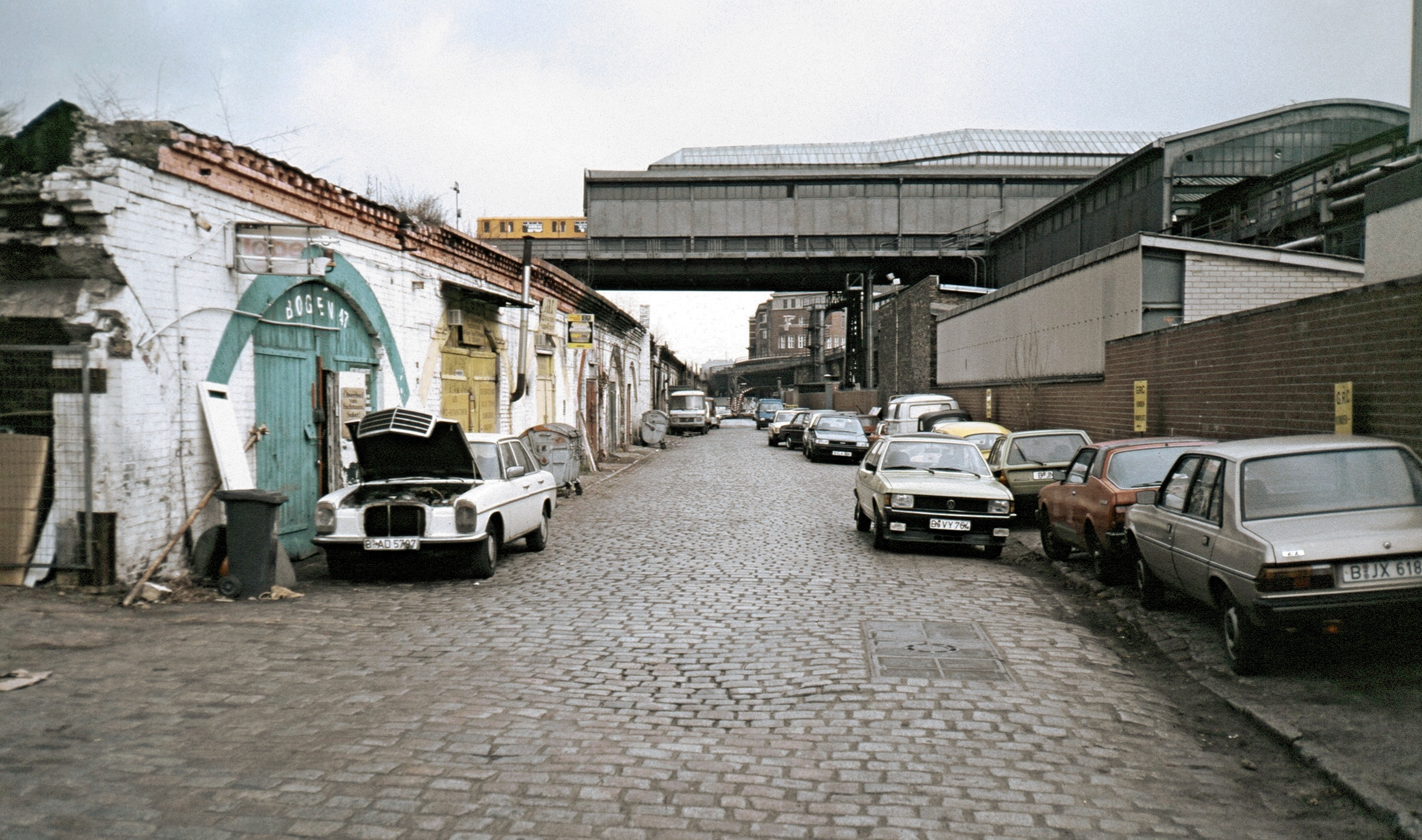
글라이스드라이에크역 근처 베를린 순환선의 사용되지 않는 고가교, 1986년
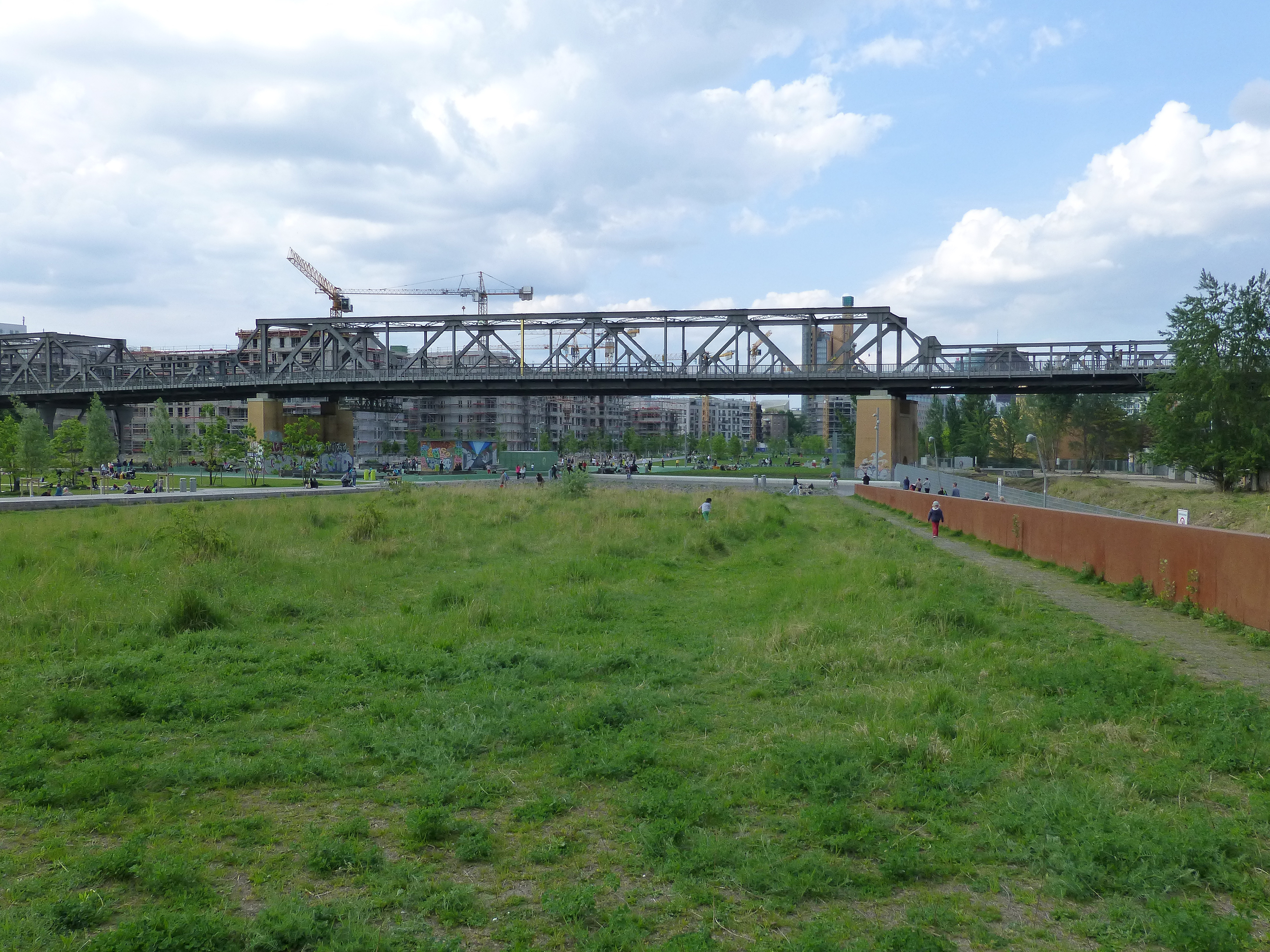
파르크 암 글라이스드라이에크 서부 공원에서 바라본 포츠담 광장. 배경으로는 베를린 지하철 1호선/3호선의 고가교가 지난다.

## 참고 문헌
- Peter Bley. 《150 Jahre Eisenbahn Berlin–Potsdam》. Alba. ISBN 3-87094-221-5.
- Alexander Mersiowksky: Berlin Potsdamer Bahnhof. In: Oliver Strüber [vorm. Erich Preuß] (Hrsg.): Das große Archiv der deutschen Bahnhöfe (= 93. Ergänzungsausgabe). GeraMond Verlag, München 2010, ISSN 0949-2127 (1 Bl., 6 S.).

## 참조
1. ↑  Berlin und seine Eisenbahnen 1846–1896. Herausgegeben vom Ministerium für öffentliche Arbeiten, Julius Springer Verlag, Berlin 1896, Nachdruck Verlag Ästhetik und Kommunikation, Berlin 1982, S. 141.
2. ↑  Günter Kühne, Fern- und S-Bahnhöfe. In: Berlin und seine Bauten. Band B, Anlagen und Bauten für den Verkehr. (2) Fernverkehr. Ernst und Sohn, Verlag für Architektur und technische Wissenschaften, Berlin 1984, ISBN 3-433-00945-7, S. 26–28.
3. 1 2  《Der Bau der Wannseebahn und die Umgestaltung des Potsdamer Bahnhofes in Berlin, I. Entwicklung der Potsdamer Bahn bis zum Bau der Wannseebahn》. 《Zeitschrift für Bauwesen》 7. 1893. 421–431쪽.
4. 1 2 3  Jürgen Meyer-Kronthaler, Wolfgang Kramer: Berlins S-Bahnhöfe / Ein dreiviertel Jahrhundert. be.bra verlag, Berlin 1998, ISBN 3-930863-25-1, S. 228–230.
5. ↑  Wolfgang Klee: Aus nach 99 Jahren. Der älteste D-Zug in Deutschland fährt bald nicht mehr. In: Eisenbahn Magazin, 3/91, S. 16, ISSN 0342-1902.
6. ↑  Peter Güttler: Liste der Bauten und Anlagen für die Eisenbahn, in: Berlin und seine Bauten, Band B, Anlagen und Bauten für den Verkehr, (2) Fernverkehr, Ernst und Sohn, Verlag für Architektur und technische Wissenschaften, Berlin 1984, ISBN 3-433-00945-7, S. 138
7. 1 2 3  Manfred Berger: Historische Bahnhofsbauten. Band 1: Sachsen, Preußen, Mecklenburg und Thüringen. Transpress-Verlag, (1980), S. 138–143.
8. ↑  Peter Güttler: Liste der Bauten und Anlagen für die Eisenbahn, in: Berlin und seine Bauten, Band B, Anlagen und Bauten für den Verkehr, (2) Fernverkehr, Ernst und Sohn, Verlag für Architektur und technische Wissenschaften, Berlin 1984, ISBN 3-433-00945-7, S. 141–142.
9. ↑  Hans-Jürgen Mende: Lexikon Berliner Begräbnisstätten. Pharus-Plan, Berlin 2018, ISBN 978-3-86514-206-1, S. 152–153.
10. ↑  p247, 1914, 31, Wettbewerb für Vorentwürfe zur Neugestaltung des Vorplatzes zum Potsdamer Hauptbahnhof in Berlin
11. ↑  Hans-Jürgen Mende: Lexikon Berliner Begräbnisstätten. Pharus-Plan, Berlin 2018, ISBN 978-3-86514-206-1, S. 152.
12. ↑  《Kurzmeldungen – S-Bahn》. Berliner Verkehrsblätter. 2015년 2월. 30쪽.